# Max Planck-institutet för astronomi

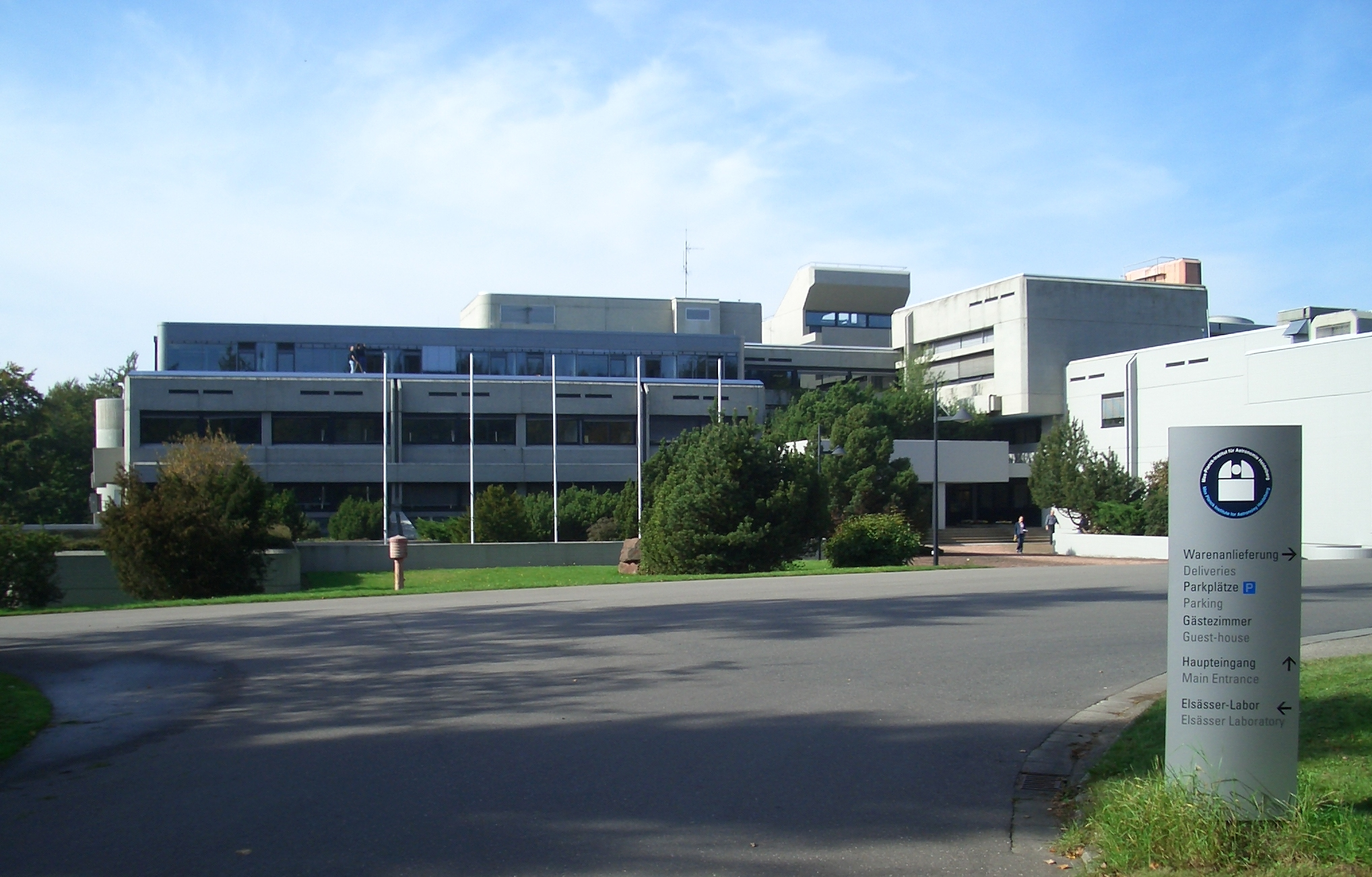
Max Planck-institutet för astronomi

Max Planck-institutet för astronomi är ett Max Planck-institut beläget i Heidelberg i Tyskland.
Forskningsinstitutet bildades 1967 och bedriver främst forskning kring planeters och stjärnors bildande under ledning av Thomas Henning, och kring galaxer och kosmologi under ledning av Hans-Walter Rix.